# 織田長利
織田 長利（おだ ながとし）は、戦国時代の武将。織田信秀の十二男（十一男とも）でその末子。通称は又三郎あるいは又十郎。織田信長の末弟。生母は一説では岩室殿（信秀の最後の側室）とされる。すぐ上の兄に織田長益（有楽斎）がいる。津田姓を称していたため、津田 長利（つだ ながとし）と呼ばれることもある。

## 生涯
兄・織田信長の命で信忠の軍団に配属し、天正2年（1574年）7月の伊勢長島一向一揆討伐に参加し、長島の海上攻撃の一員を務めた（『信長記』）。
天正9年（1581年）2月、京都御馬揃えでは信長の御連枝衆として騎馬10騎を従えて行進した。
天正10年（1582年）6月2日、明智光秀が本能寺の変を起こして兄・信長を攻めた時、長利は信忠と共に二条新御所で明智軍に攻められ、戦死した。

## 家族
長利は子に利昌（宗助）と甥の信雄の側室になった娘がいる。利昌は信雄の下にあり、出家して随安と名乗った（『系図纂要』）。娘が信雄の側室になったため、未亡人となった長利の正室は信雄より庇護を受けて82貫文を与えられた。